# 釧路テレビ・ラジオ放送所
釧路テレビ・ラジオ放送所（くしろテレビ・ラジオほうそうじょ）は、北海道釧路市の旧釧路市地区などにある釧路総合振興局・根室振興局管内のテレビジョン放送及びラジオ放送の基幹送信所である。

## 概要
- アナログ放送はそれぞれ個別に送信所を設けており、一部地域では送信所の方向が異なるため、VHFアンテナやUHFアンテナが2本ずつ必要な場合もあったが、地上デジタル放送は北海道文化放送 （UHB）アナログ送信所の西側にNHK釧路放送局を含めた各局共同の釧路デジタルテレビ送信所を設置したことから、アナログ放送終了後は2011年8月17日試験放送開始、26日開局したテレビ北海道（TVh）を含めてUHFアンテナ1本で済むようになる。
  - 2011年7月24日の地上アナログテレビ放送終了後、北海道テレビ放送（HTB）アナログ送信所は他社との相乗りの施設がなく、地上アナログテレビ放送終了とともに運用を終えた。また、引き続きAMラジオ送信所として運用してきた北海道放送（HBC）と札幌テレビ放送（STV）は、老朽化と津波対策などを理由に2014年11月に隣町となる釧路郡釧路町へ移転した[1]。
  - 一方、NHK釧路放送局はAM・FMラジオの送信所、旧UHBは民放FMラジオ2局の共同送信所としてそれぞれ継続運用している。
- アナログ放送では技術的・コスト的問題から、他の道内基幹局と同様、NHK釧路放送局以外では音声多重放送を実施していなかったため、音声はモノラルであった。但し、字幕放送やアナログデータ放送は回線使用料を現状維持できるため利用可能であった。なお、民放各局の音声多重放送はデジタルのみ実施し、アナログでは放送終了まで行われなかった。
- 地上デジタル放送については、NHK釧路放送局のみコールサインがあり、民放は札幌放送局を親局とする同一の放送系統の範疇における中継局として都合上付かないことになった。そのため、STVアナログテレビに与えられていた「JOSY-TV」は他に使用しているテレビ・ラジオ放送局がなく、アナログ放送終了とともにコールサインも返上されたが、HBCアナログテレビに与えられていた「JOQL-TV」はラジオでも同じ「JOQL」のコールサインを使用しているため存続されている。
  - これは、民放が全国的に都道府県を基本エリアとするためであり、先発地域ではアナログで親局以外にコールサインが付いていた局がデジタルでは全て中継局扱いとなっている。
- TVhはアナログ放送では開局しなかったが、デジタル放送では地デジ完全移行直後となる2011年8月17日に試験放送を開始、26日に開局[2][3][4][5][6][7][8][9][10]。既に他局が2007年10月1日の放送開始から運用している、釧路デジタルテレビ送信所に相乗りする形となった（ただし、鉄塔とUHF送信アンテナのみ共用で、局舎は既存の建物とは別に建設された）。デジタル完全移行後のTVh送信所・中継局の開局は当中継局と同日開局した振内中継局（平取町）とともにこれが初めてである。

## 地上デジタルテレビジョン放送送信設備
| リモコン キーID | 放送局名              | コール サイン 及び 呼出名称 | 物理 ch | 空中線 電力 | ERP   | 放送対象地域 | 放送区域 内世帯数 | 開局日         |
| --------------- | --------------------- | --------------------------- | ------- | ----------- | ----- | ------------ | ----------------- | -------------- |
| 1               | HBC 北海道 放送       | なし （中継局）             | 45      | 1kW         | 7.1kW | 北海道       | 約102,300世帯     | 2007年 10月1日 |
| 2               | NHK 釧路 教育         | JOPC-DTV                    | 29      | 1kW         | 8.1kW | 全国放送     | 約102,300世帯     | 2007年 10月1日 |
| 3               | NHK 釧路 総合         | JOPG-DTV                    | 33      | 1kW         | 8.1kW | 釧路根室圏   | 約102,300世帯     | 2007年 10月1日 |
| 5               | STV 札幌 テレビ放送   | なし （中継局）             | 31      | 1kW         | 7.1kW | 北海道       | 約102,300世帯     | 2007年 10月1日 |
| 6               | HTB 北海道 テレビ放送 | なし （中継局）             | 36      | 1kW         | 6.9kW | 北海道       | 約102,300世帯     | 2007年 10月1日 |
| 7               | TVh テレビ 北海道     | なし （中継局）             | 41      | 1kW         | 5.6kW | 北海道       | 約100,500世帯     | 2011年 8月26日 |
| 8               | UHB 北海道 文化放送   | なし （中継局）             | 43      | 1kW         | 6.9kW | 北海道       | 約102,300世帯     | 2007年 10月1日 |

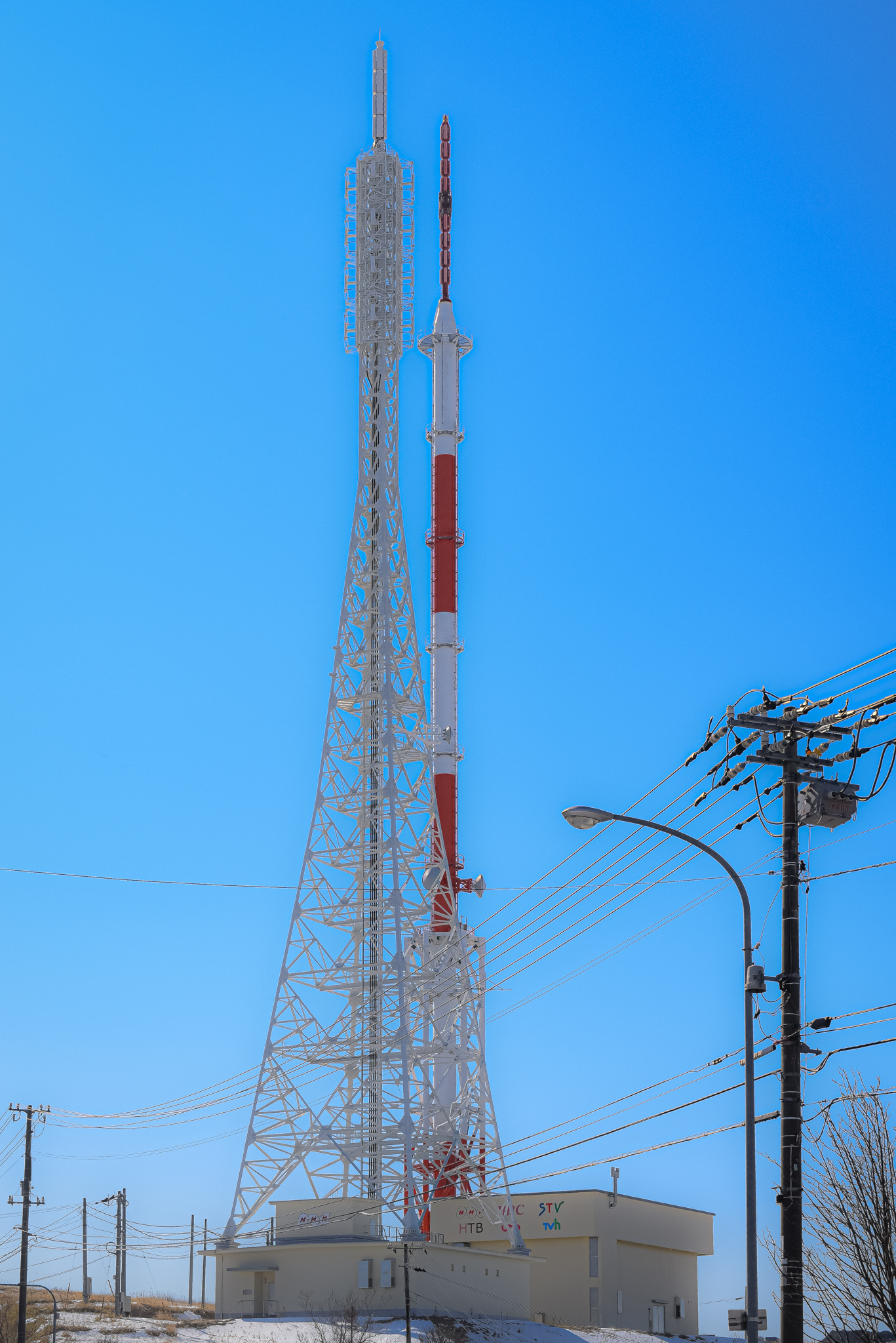
共同デジタル送信塔

- TVhを除く各局は、2007年5月23日に予備免許交付、8月16日から試験放送開始、9月28日に本免許交付、10月1日から本放送開始。
- TVhは、2011年6月1日に予備免許交付、8月17日に試験放送を開始、8月26日に本免許交付で同日から本放送開始[4][5][6][7][8][9][10]。
- TVhには当初、47chが割り当てられていたが、NHK釧路教育の中標津中継局に再配分する周波数使用計画の変更によって61chに変更された。但し、地上デジタル放送（地デジ）は52chまでしか使えないことと、2011年7月24日の地デジ完全移行後の開局が決定したことから、これまでUHBアナログ放送で使われていた41chがアナログ終了後のチャンネル再編で改めて割り当てられた[8][14]。

## 地上アナログテレビジョン放送送信設備
2011年7月24日をもってすべて廃止された。
| チャンネル      | 放送局名                  | コールサイン 及び呼出名称 | 空中線 電力         | ERP                   | 放送対象地域 | 放送区域 内世帯数 | 開局日          |
| --------------- | ------------------------- | ------------------------- | ------------------- | --------------------- | ------------ | ----------------- | --------------- |
| 2               | NHK 釧路教育              | JOPC-TV                   | 映像1kW /音声250W   | 映像7.2kW /音声1.8kW  | 全国放送     | 不明              | 1962年 2月1日   |
| 7               | STV 札幌テレビ放送 釧路局 | JOSY-TV                   | 映像1kW /音声250W   | 映像11.5kW /音声2.9kW | 北海道       | 不明              | 1962年 8月1日   |
| 9               | NHK 釧路総合              | JOPG-TV                   | 映像1kW /音声250W   | 映像11kW /音声2.7kW   | 釧路根室圏   | 不明              | 1959年 12月28日 |
| 11              | HBC 北海道放送 釧路局     | JOQL-TV                   | 映像1kW /音声250W   | 映像12kW /音声3kW     | 北海道       | 不明              | 1962年 5月8日   |
| 39              | HTB 北海道テレビ放送      | 釧路基幹中継局            | 映像10kW /音声2.5kW | 映像100kW /音声25kW   | 北海道       | 不明              | 1969年 11月28日 |
| 41              | UHB 北海道文化放送        | 釧路基幹中継局            | 映像10kW /音声2.5kW | 映像110kW /音声27kW   | 北海道       | 不明              | 1972年 9月30日  |
| 43 （割当のみ） | TVh テレビ北海道          | 開局せず                  | 開局せず            | 開局せず              | 開局せず     | 開局せず          | 開局せず        |

- TVh釧路アナログ局に割り当てた43chは、UHB釧路デジタル局に割り当てられた。

## FMラジオ放送
| 周波数 （MHz） | 放送局名        | コールサイン 及び呼出名称 | 空中線電力 | ERP    | 放送対象地域 | 放送区域 内世帯数 |
| -------------- | --------------- | ------------------------- | ---------- | ------ | ------------ | ----------------- |
| 80.7           | FM NORTH WAVE   | 釧路中継局                | 250W       | 790W   | 北海道       | -                 |
| 86.4           | AIR-G' FM北海道 | 釧路中継局                | 250W       | 790W   | 北海道       | -                 |
| 88.5           | NHK釧路FM       | JOPG-FM                   | 250W       | 1.35kW | 釧路根室圏   | -                 |

- FMくしろは釧路市幣舞町のまなぼっと幣舞に設置されている。

## AMラジオ放送
| 周波数 （kHz） | 放送局名             | コールサイン 及び呼出名称 | 空中線電力 | 放送対象地域 | 放送区域 内世帯数 |
| -------------- | -------------------- | ------------------------- | ---------- | ------------ | ----------------- |
| 585            | NHK 釧路第1          | JOPG                      | 10kW       | 釧路根室圏   | -                 |
| 882            | STVラジオ 釧路放送局 | JOWS                      | 3kW        | 北海道       | -                 |
| 1152           | NHK 釧路第2          | JOPC                      | 10kW       | 全国放送     | -                 |
| 1404           | HBCラジオ 釧路放送局 | JOQL                      | 5kW        | 北海道       | -                 |

## 未開局
放送対象地域内にありながら、長らく未開局となっていた放送局は以下のとおり。
- TVhテレビ北海道釧路テレビジョン中継放送局
  - アナログ：43ch 映像出力10kW（チャンネルは割り当てられたが、開局しなかった）
  - アナログ送信所は、1988年の会社設立当初と1989年の開局当初、1995年頃に開局する予定となっていた[18]。しかし、未曽有の不景気による景気悪化から、後に2000年頃に開局する予定となったが、

1. 先述のように、当時の北海道が未曽有の不景気による景気悪化から売り上げが低迷、設置費用の工面どころではなかったこと。
2. 当時の郵政省（現：総務省）が、1998年に地上デジタル放送への切り替えを決めたこと。
3. 既存アナログ送信所・中継局の維持と、新規デジタル送信所・中継局の設置をあわせると60億円近くかかること。

以上を理由に、開局には至らなかった（詳細は北海道新聞朝刊・2008年3月7日の記事「電波格差地方に影」を参照）。
- その後、デジタル送信所に関しても、依然として続く未曽有の不況やリーマンショックによるさらなる景気悪化に陥った影響から、事実上開局を断念していた。しかし2010年11月、道東基幹局4局（網走送信所・帯広送信所・北見中継局・釧路送信所）が、2011年の地上デジタル放送完全移行直後に開局することが明らかになった。これは2010年11月26日に成立した2010年度補正予算案に盛り込まれている、総務省が所管する「地デジ移行に伴う中継局整備支援策」を活用することに伴うもの[2][3]。同年12月24日には総務省に申請していた約9億円に及ぶ開局費用の半額補助の交付が決定されたため[19]、NHKや他の民放との送信所・中継局の相乗りに関する協議を行って、北海道総合通信局へ開局に向けた免許を申請、許可（予備免許及び本免許）を得る作業が始まった。その中で、釧路は翌年8月、他3局は10月の開局を目指すことになった。そして2011年6月1日、免許を申請していた道東基幹局4局に予備免許が与えられ[4][8]、釧路は同年8月、他3局は11月（試験電波発射は10月）に開局することとなった[20]。その後、7月15日になって、釧路は8月17日試験放送開始、8月26日開局で作業が進められることがTVhから明らかにされた[5][6][7][10]。
  - 釧路の開局時期が他3局よりも早かったのは、2007年10月1日に開局した釧路地上デジタル放送送信所に相乗りするためであるが、これは局舎や敷地にTVhが開局する場合に備えたスペースがすでに確保されており、地デジ完全移行前から局舎の増改築作業やデジタル放送機の取り付け作業、既設の中継回線およびUHF送信アンテナの接続作業がいつでも行える状況になっていたことが背景にあると見られる[21]。
  - その一方、他3局が遅れるのは、既存の送信所・中継局に相乗り[22]するためであるが、これは7月24日の地デジ完全移行後、運用を終えたアナログ放送機を撤去する作業を行なってからデジタル放送機を取り付ける作業と、既設の中継回線・UHF送信アンテナの接続作業があり、そこにある程度の期間を要することが背景にあると見られる。

## 送信所所在地

### デジタルテレビジョン放送
鉄塔・局舎はNHK釧路放送局と民放各局の共同使用である。なお、前述の通り、TVhテレビ北海道は鉄塔のみ共同使用で、局舎は共同局舎の南側に別途新設された。また、UHF送信アンテナはNHK釧路放送局単独と民放各局共用に分かれている。
- 釧路市春採8丁目9番（エフエム北海道（AIR-G'）・FM NORTH WAVE（NORTH WAVE）釧路送信所（旧UHB北海道文化放送釧路送信所）西側。武修館中学・高等学校南西側）

### ラジオ放送
- NHK釧路放送局

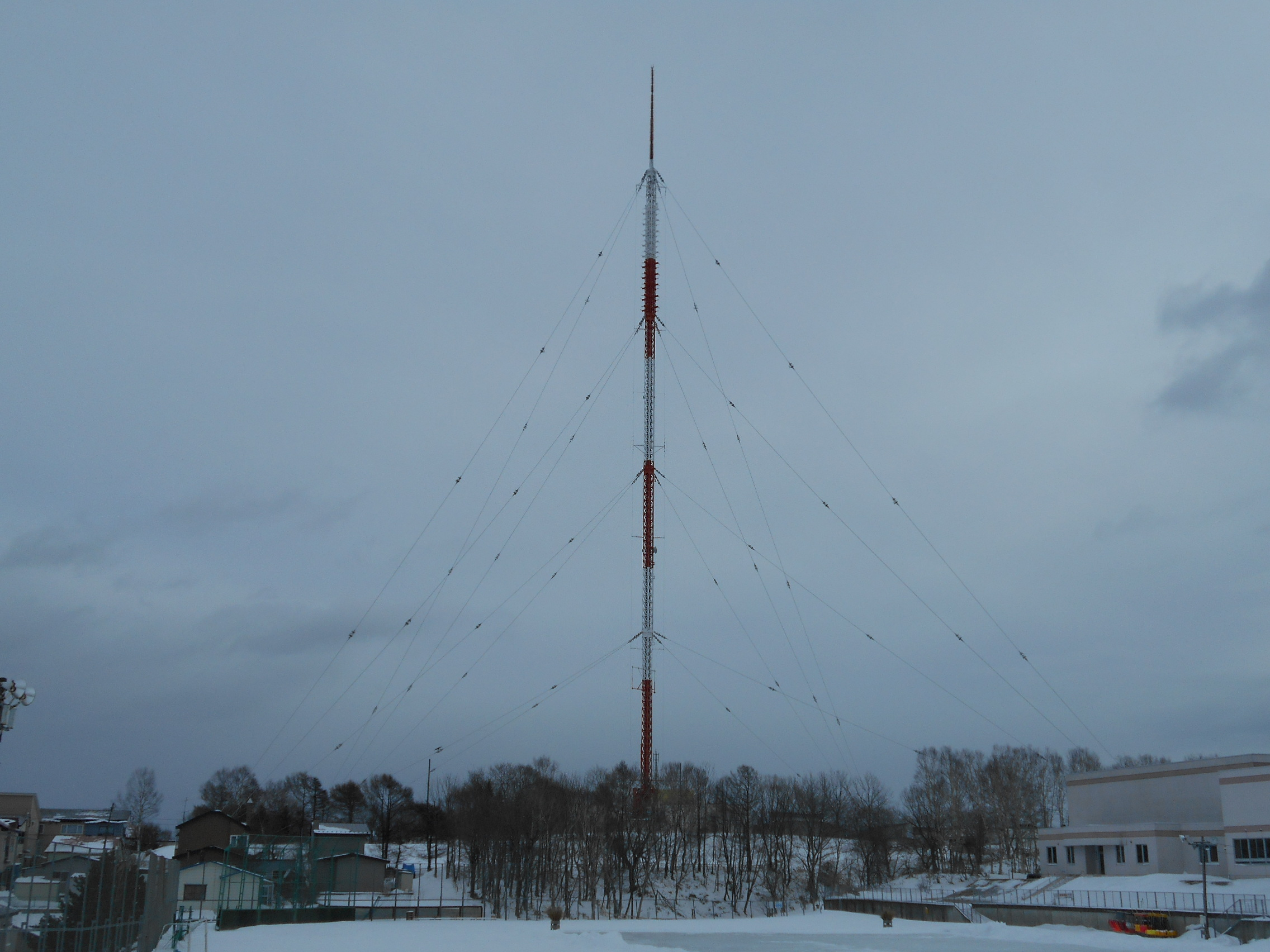
NHK釧路放送局緑ヶ岡放送所

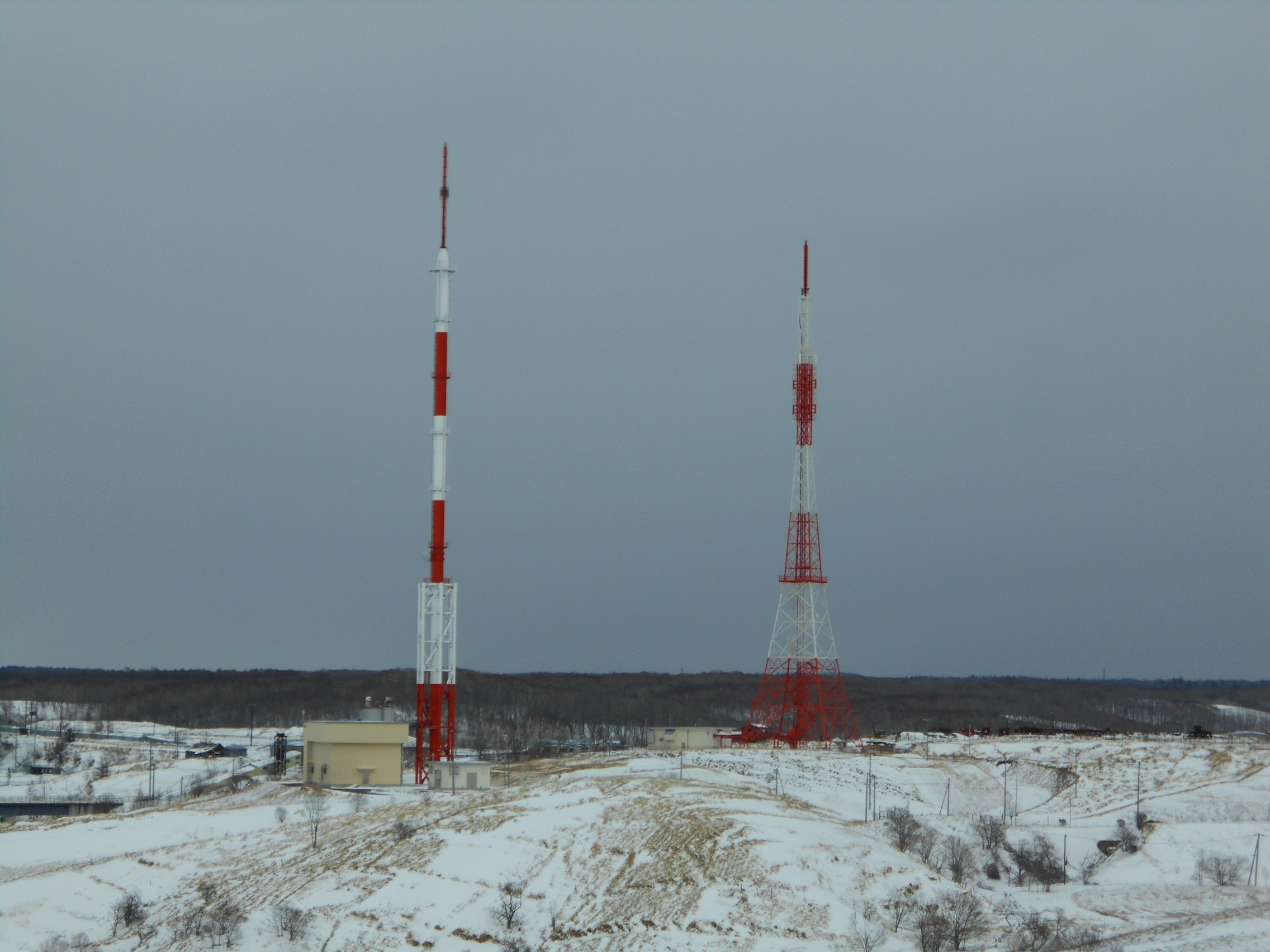
釧路デジタルテレビ送信所とFM北海道・エフエムノースウェーブ釧路中継局

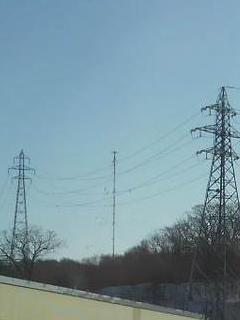
HBCラジオ・STVラジオ釧路中継局

  - AMラジオ：釧路市緑ヶ岡4丁目8番（釧路市立清明小学校東側及び釧路市立青陵中学校西側）
  - FMラジオ：釧路市春採8丁目9番（武修館中学・高等学校南側）
  - 局舎・鉄塔は元々幣舞町の現局舎内にあったが、1959年12月に現地へ移転。2017年、FMラジオが春採のデジタルテレビ送信所内に移転。
- HBC北海道放送（HBCラジオ）・STVラジオ
  - 釧路郡釧路町中央10丁目（北海道電力東釧路変電所及び陸上自衛隊釧路駐屯地南方）
  - 2014年11月17日放送開始時より本格運用開始。
  - 送信所の保守・管理は、HBC北海道放送とSTV札幌テレビ放送の両社で行われている。
- AIR-G'・NORTH WAVE（民放FMラジオ送信所）
  - 釧路市桜ヶ岡8丁目1番（釧路デジタルテレビ送信所東側。2011年7月24日まではUHBアナログテレビ放送設備を併設。武修館中学・高等学校南側）
  - 局舎・鉄塔はもともとUHBアナログテレビ送信所として1972年10月に完成したものであり、1990年9月にAIR-G'送信所、1993年12月にNORTH WAVE送信所が増設された。

### 運用を終えた送信所

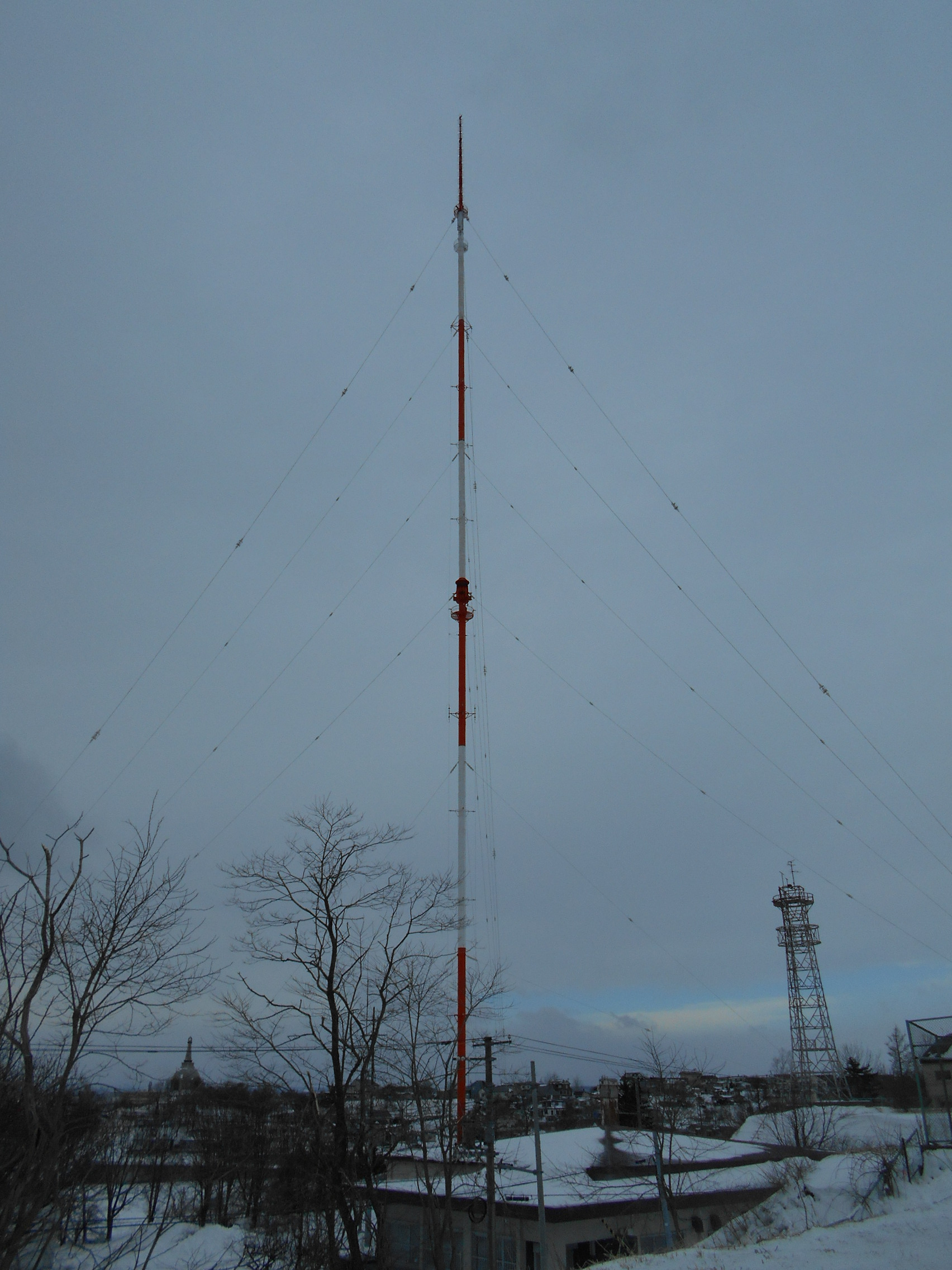
北海道放送釧路放送局

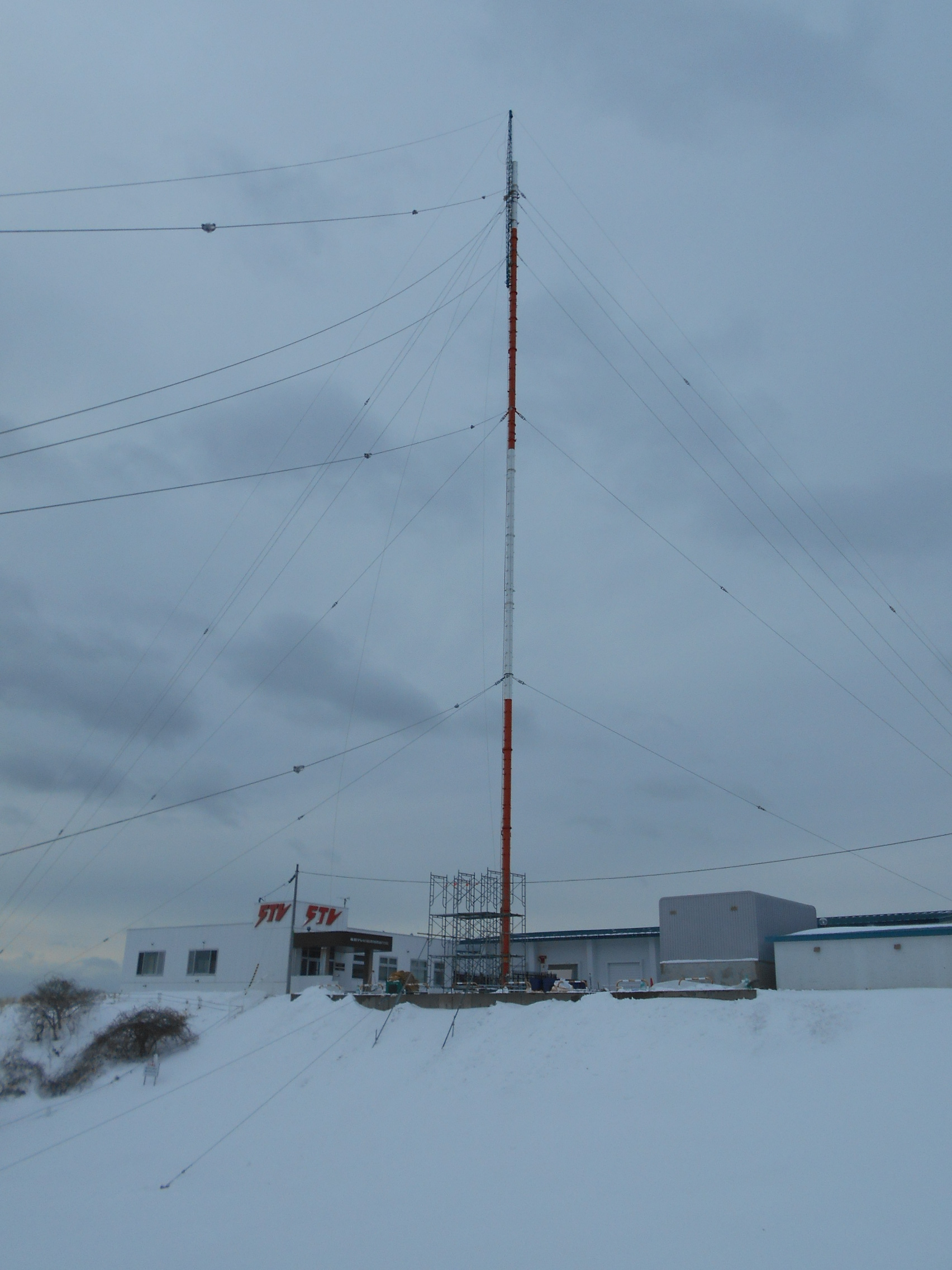
札幌テレビ放送釧路放送局

- HBC北海道放送（ラジオ・アナログテレビ）
  - 釧路市城山2丁目4-34（旧HBC釧路放送局敷地内。2003年3月31日までは放送局を、2011年7月24日まではアナログテレビ送信所を併設。北海道教育大学釧路校東側及び北海道釧路聾学校西側）
  - 局舎・鉄塔は元々ラジオ送信所兼放送局として1956年10月に完成したものであり、1962年5月にアナログテレビ送信所が増設されたが、2003年3月31日限りで放送局が、2011年7月24日限りでアナログテレビ送信所が、2014年11月16日深夜（17日未明）の放送終了限りでラジオ送信所が廃止された[1]。鉄塔は2015年に解体された。元放送局だった局舎が残されるかは未定。
- STV札幌テレビ放送・STVラジオ（アナログテレビ・ラジオ）
  - 釧路市緑ヶ岡1丁目10-24（STV釧路放送局敷地内。2011年7月24日まではアナログテレビ送信所を併設。北海道釧路北陽高等学校北側及び釧路短期大学西側）
  - 送信所の保守・管理は、テレビ・ラジオともSTV札幌テレビ放送で行われていた。
  - 局舎・鉄塔は元々アナログテレビ送信所として1962年8月に完成したものであり、1976年11月にラジオ送信所が、1994年4月には北大通6丁目の拓銀日生ビル（現・北洋日生ビル）にあった放送局が移転・増設されたが、2011年7月24日限りでアナログテレビ送信所が、2014年11月16日深夜（17日未明）の放送終了限りでラジオ送信所が廃止された[1]。鉄塔は2014年12月に解体工事が始まり、2015年2月に終了したが、局舎は放送局として稼働しているため、当面は残される見通し。
- HTB北海道テレビ放送
  - 釧路市貝塚1丁目7番（アナログテレビ放送設備のみ。釧路市立清明小学校西側及びJR北海道東釧路駅南側）
  - 1969年に開局、一時期は携帯電話送信所を併設していたが後に廃止された。局舎と鉄塔は2014年9月に解体工事が始まり、11月に終了した[25]。

## 放送エリア
- テレビ放送は釧路郡釧路町・阿寒郡鶴居村の全域、釧路市[26]・厚岸郡厚岸町・厚岸郡浜中町・川上郡標茶町[27]・川上郡弟子屈町[28]・白糠郡白糠町[29]・十勝郡浦幌町[30]の一部。このほか、野付郡別海町や標津郡中標津町の各一部でも釧路送信所にアンテナを向けている世帯がある（実際に左記の地区の一部は、釧路送信所の公式エリアに入っている。但し、別海町、中標津町の場合、ほとんどの地域では中標津中継局でカバーできる）。開陽台ではワンセグなら十分受信可能。さらに、襟裳岬以東の太平洋沿岸部や十勝平野でも高利得アンテナを釧路方向に向ければ視聴できる可能性がある。この場合、地上デジタル放送ではNHK総合とNHK Eテレに枝番が付けられる（えりも町では室蘭局が、広尾町などの十勝総合振興局では帯広局に割り当てられているため）。
- FMラジオは一部地域を除く釧路総合振興局全域。釧路中継局波は出力に比して電波の飛びが非常に良好であり、釧路総合振興局だけではなく、NORTH WAVEが設置されていないオホーツク総合振興局の一部地域でも受信することができる場合もある。根室振興局管内には、民放FM二社の中継局が設置されていないが、高感度受信機では本送信所の放送を聴取することが可能な場合が多い。十勝総合振興局にも釧路局の電波が届いている地域（主に広尾町・大樹町・浦幌町などの太平洋沿岸部となるが、帯広市周辺などの内陸部でも受信できる場合がある）がある。広尾中継局は民放FM局の中継局が未設置であるが、こちら（または帯広送信所）を受信出来る場合がある。
- AMラジオは釧路総合振興局全域・根室振興局の一部をカバー（カバーできないエリアはNHKは根室、中標津中継局、HBC、STVは根室中継局でカバーする）。受信可能なエリアは先述した地域以外にも及び、オホーツク総合振興局の小清水峠・野上峠・美幌峠の周辺や、室蘭局からの電波が受信しにくいえりも町、帯広局からの電波が受信しにくい襟裳岬以東の十勝管内太平洋沿岸部も放送エリアで、それ以外では十勝平野の大部分(帯広局のエリア)、道外の青森県、岩手県、宮城県各県の太平洋沿岸部にも昼夜を問わず電波が届く。ただし、民放二社は静岡県の中波局と周波数が同一の為、当送信所の電界強度が低い地域では夜間〜早朝にかけて、HBCラジオはSBSラジオ（静岡放送、1404kHz）と、STVラジオはNHK静岡第一放送静岡局（宮竹ラジオ放送所、882kHz）と混信する場合がある(混信の影響は少なからず通年あるが、特に冬季はその影響を受けやすい)。この場合は札幌本局を受信すると混信の影響を回避できる事がある。

## 備考
- デジタルテレビジョン放送の試験電波は2007年8月16日より発射（これにより、道内基幹送信所すべてで試験電波が発射される）。
  - リモコンキーIDについては、全道で札幌の設定である。
- 民放のアナログテレビジョン放送は全社で音声多重放送非実施。このため、音声はモノラルである。なお、字幕放送、アナログデータ放送は利用できる（回線使用料を現状維持できるため）。デジタルテレビではアナログと異なり、付随するサービスがすべて利用できる。